# Joanna z Balneo
Joanna z Balneo (Joanna z Bagno di Romagna) (ur. w XI wieku; zm. 16 stycznia 1105) – święta Kościoła katolickiego.

## Życiorys
Urodziła się bardzo religijnej rodzinie. Gdy poczuła powołanie do życia zakonnego wstąpiła do kamedulskiego klasztoru św. Łucji. Zmarła 16 stycznia 1105 roku w opinii świętości. Została kanonizowana przez papieża Piusa VII w dniu 15 kwietnia 1823 roku.